# Kanton Romilly-sur-Seine
Romilly-sur-Seine is een kanton van het Franse departement Aube in de regio Grand Est. Het kanton maakt deel uit van het arrondissement Nogent-sur-Seine.
Het kanton is op 22 maart 2015 samengesteld uit de gemeente Romilly-sur-Seine, die daarvoor verdeeld was over de op die dag opgeheven kantons Romilly-sur-Seine-1 en -2 en vijf gemeenten van het eerste kanton.

## Gemeenten
Het kanton Romilly-sur-Seine omvat de volgende gemeenten:
- Crancey
- Gélannes
- Maizières-la-Grande-Paroisse
- Pars-lès-Romilly
- Romilly-sur-Seine
- Saint-Hilaire-sous-Romilly